# Granger (Texas)
Granger város az USA Texas államában, Williamson megyében. Lakosainak száma 1183 fő (2020. április 1.).

## Népesség
A település népességének változása:

| 2010 | 1 419 |
| 2020 | 1 183 |